# Бальтар
Бальтар (гал. Baltar, ісп. Baltar) — муніципалітет в Іспанії, у складі автономної спільноти Галісія, у провінції Оренсе. Населення — 1144 осіб (2009).

## Географія
Муніципалітет розташований на португальсько-іспанському кордоні.
Муніципалітет розташований на відстані близько 380 км на північний захід від Мадрида, 44 км на південь від Оренсе.
Муніципалітет складається з таких паррокій: Абадес, Бальтар, Гарабелос-до-Боусо, Ніньйодагія, Тешос, Тосенде, Віламайор-да-Боульйоса.

## Історія
З 10-12 ст. по 1864 рік на межі сучасних муніципалітетів Кальвос-де-Рандін та Бальтар існувала незалежна мікродержава Коуту-Мішту.

## Демографія
Динаміка населення (INE ):

## Галерея зображень

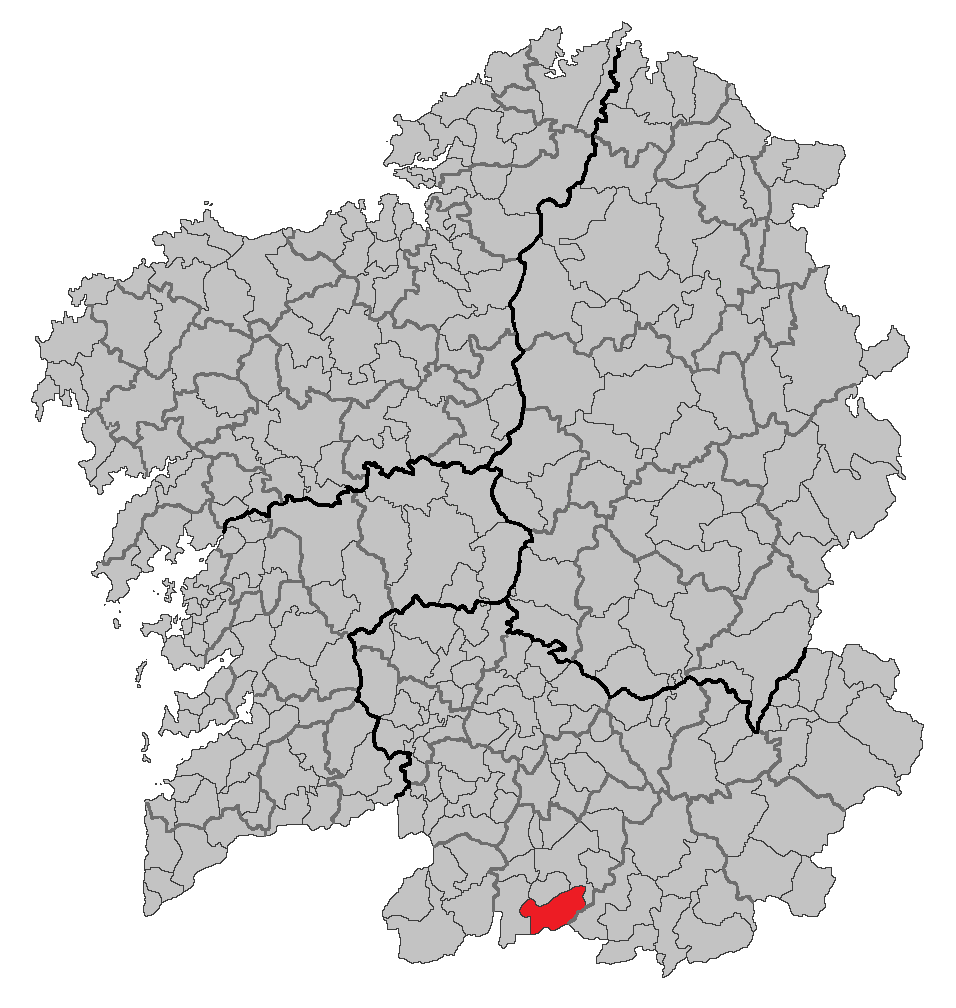
Розташування муніципалітету